# 学文路村
学文路村（かむろむら）は、和歌山県伊都郡にあった村。現在の橋本市の南西部、紀の川の左岸、南海高野線の沿線にあたる。

## 地理
- 山岳：国城山
- 河川：紀の川

## 歴史
- 1889年（明治22年）4月1日 - 町村制の施行により、向副村・賢堂村・横座村・清水村・西畑村・南馬場村・学文路村の区域をもって発足。
- 1955年（昭和30年）1月1日 - 橋本町・岸上村・山田村・紀見村・隅田村と合併して橋本市が発足。同日学文路村廃止。

## 交通

### 鉄道路線
- 南海電気鉄道
  - 高野線
    - 紀伊清水駅 - 学文路駅